# Ramularia succisae
Ramularia succisae är en svampart som beskrevs av Sacc. 1882. Ramularia succisae ingår i släktet Ramularia och familjen Mycosphaerellaceae.  Utöver nominatformen finns också underarten knautiae.